# Beaufai
Beaufai – miejscowość i gmina we Francji, w regionie Normandia, w departamencie Orne.
Według danych na rok 1990 gminę zamieszkiwało 308 osób, a gęstość zaludnienia wynosiła 24 osoby/km² (wśród 1815 gmin Dolnej Normandii Beaufai plasuje się na 588. miejscu pod względem liczby ludności, natomiast pod względem powierzchni na miejscu 333.).